# Римский курсив
Римская скоропись (или латинская скоропись) — форма рукописного почерка, использовавшаяся в Древнем Риме и в некоторой степени в раннем Средневековье. Обычно делится на старый (или древний) курсив и новый курсив.

## Древнеримский курсив
Древнеримский курсив был повседневной формой почерка, используемой для написания писем, торговцами, школьниками, изучающими латинский алфавит, и даже императорами, отдававшими приказы. Более формальный стиль письма был основан на римских квадратных заглавных буквах, однако курсив использовался для более срочных сообщений и неформальной переписки. Большинство надписей в Помпеях, сохранившихся из-за того, что они были погребены в результате извержения вулкана в 79 году нашей эры, написаны курсивом.
Чаще всего он засвидетельствован с I века до н. э. по III век н. э. но, вероятно, существовал и раньше. В римском курсиве часто используются лигатуры (см., например, тироновы значки), а некоторые буквы трудно распознать при сравнении с оригинальной формой: «a» выглядит как унциальный «a», но с левым прямым штрихом, «b» и «d» почти неотличимы друг от друга, «е» и «s» пишутся в полную высоту, «p» и «t» очень похожи, а «v» пишется над базовой линией, напоминая плавающее бреве .

## Новый римский курсив
Новый римский курсив, также называемый минускульным курсивом или поздним римским курсивом, произошел от старого римского курсива. Он использовался примерно с 3-го по 7-й век, а его буквы — более узнаваемы для современного читателя: «a», «b», «d» и «e» приняли более привычную форму, а другие буквы пропорциональны друг другу, и не сильно различаются по размеру и расположению на строке.
Этот курсив постепенно эволюционировал в различные региональные курсивы к 7 веку, такие как вестготское письмо в Испании, беневентское письмо в южной Италии или меровингское письмо в северной Франции. Они также легли в основу унциального и полуунициального шрифтов, особенно для букв «а», «g», «r» и «s».